# Zwölf Weintrauben

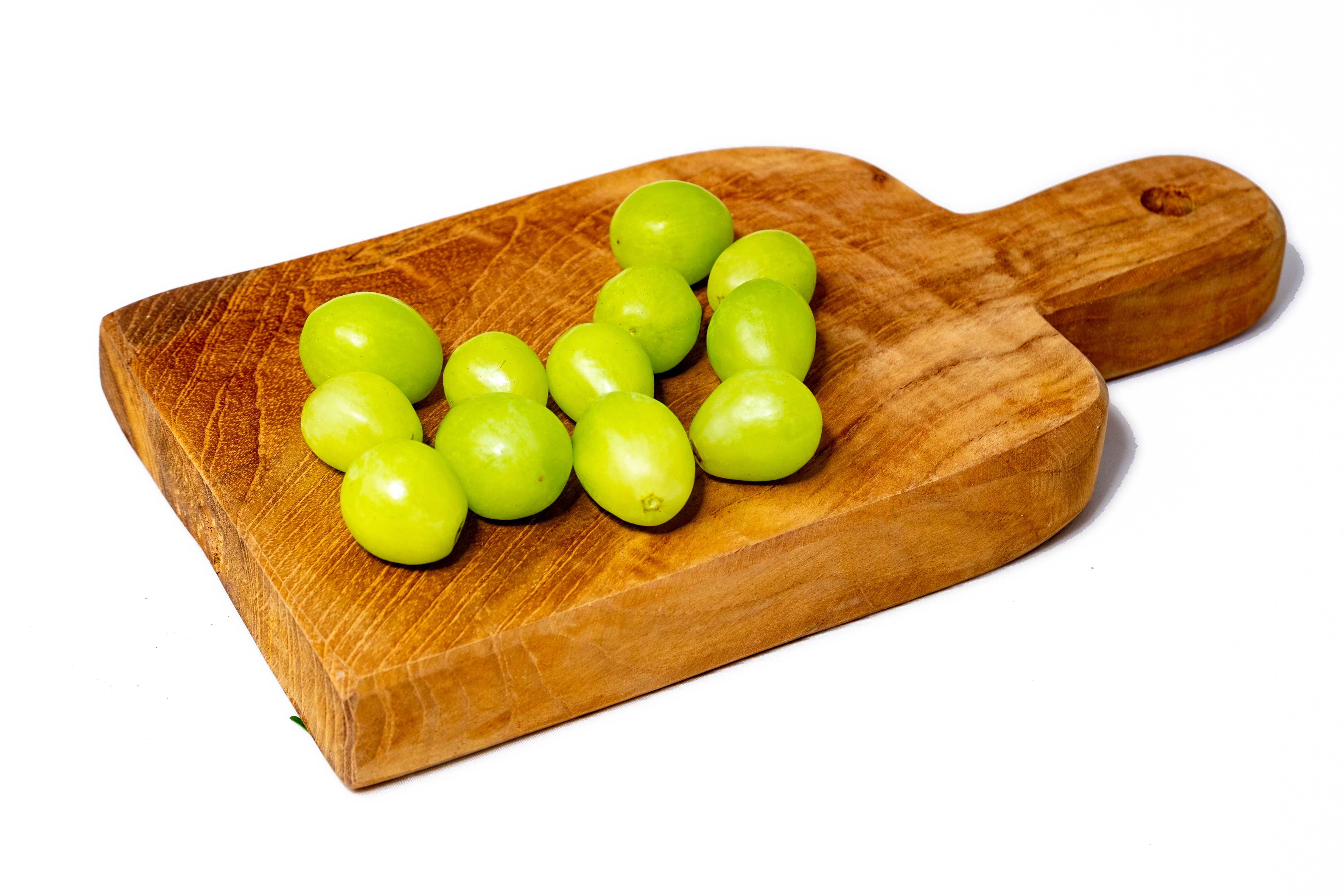
Zwölf Trauben

Der Verzehr von zwölf Weintrauben (genauer zwölf Weinbeeren; spanisch las doce uvas de la suerte ‚die zwölf Glückstrauben‘) ist ein Neujahrsbrauch, der in Spanien, einigen lateinamerikanischen Ländern sowie bei manchen Hispanics in den USA gepflegt wird.

## Brauch
Am 31. Dezember werden zu den das neue Jahr ankündigenden zwölf Glockenschlägen der Kirchturmuhren um Mitternacht alle zwölf Trauben direkt hintereinander verzehrt, eine zu jedem Glockenschlag. Wem es gelingt, alle Trauben rechtzeitig zu essen, den soll angeblich ein Jahr des Wohlstands und des Glücks erwarten. Jede der zwölf Trauben steht dabei symbolisch für einen Monat des kommenden Jahres oder für einen von zwölf Wünschen, die im kommenden Jahr in Erfüllung gehen sollen. Zu jedem Glockenschlag soll man eine Traubenbeere essen und dazu einen Wunsch aussprechen.

## Geschichte
Der Brauch geht mindestens bis in das Jahr 1893 zurück. So berichtete die Zeitung El Siglo Futuro aus Madrid in einem Artikel am 2. Januar 1894 unter dem Titel Las uvas bienhechoras vom Brauch der zwölf Trauben, der laut dem Autor des Artikels ursprünglich „aus Frankreich importiert wurde“, bevor er in Spanien zu einer Tradition wurde.
Silvester 1909 wurde in Alicante nach einer reichen Traubenernte eine Werbekampagne mit kostenlos verteilten Früchten umgesetzt, die den Käufern der Trauben Glück im kommenden Jahr versprach. Dieses Ereignis trug vermutlich zur weiteren Verbreitung der Tradition bei.
Seit 1962 überträgt der öffentlich-rechtliche spanische Fernsehsender RTVE die letzten 12 Glockenschläge der Turmuhr des Postgebäudes auf der Plaza del Sol in Madrid. Eine Ausnahme bei der Übertragung gab es Silvester 1972, als die Übertragung aus Barcelona kam. In jedem Jahr strömen tausende Menschen zur Plaza del Sol, um dort vor Ort die zwölf Trauben zu verzehren. Zwischen den Schlägen der Turmuhr verstreichen jeweils drei Sekunden, damit die Teilnehmer die Trauben nicht hastig verschlingen.